# Yernawe
Yernawe is een gehucht in de gemeente Saint-Georges-sur-Meuse in de Belgische provincie Luik.

## Geschiedenis
Het gehucht ontwikkelde zich langs de Romeinse heerbaan van Tongeren naar Namen. In 1651 werd de plaats gedeeltelijk verwoest door de Lotharingse troepen.
Op de Ferrariskaart uit de jaren 1770 is de plaats aangeduid als het gehucht Ernawe, met in het noorden van het gehucht de Tombe d'Ernawe.

## Bezienswaardigheden
In Yernawe vindt men nog enkele vierkantshoeves en verder is er de Tumulus van Yernawe.
Ook is er de Drievuldigheidskapel (Chapelle de la Trinité) die zich op de top van de tumulus bevindt en uit begin 19e eeuw stamt.

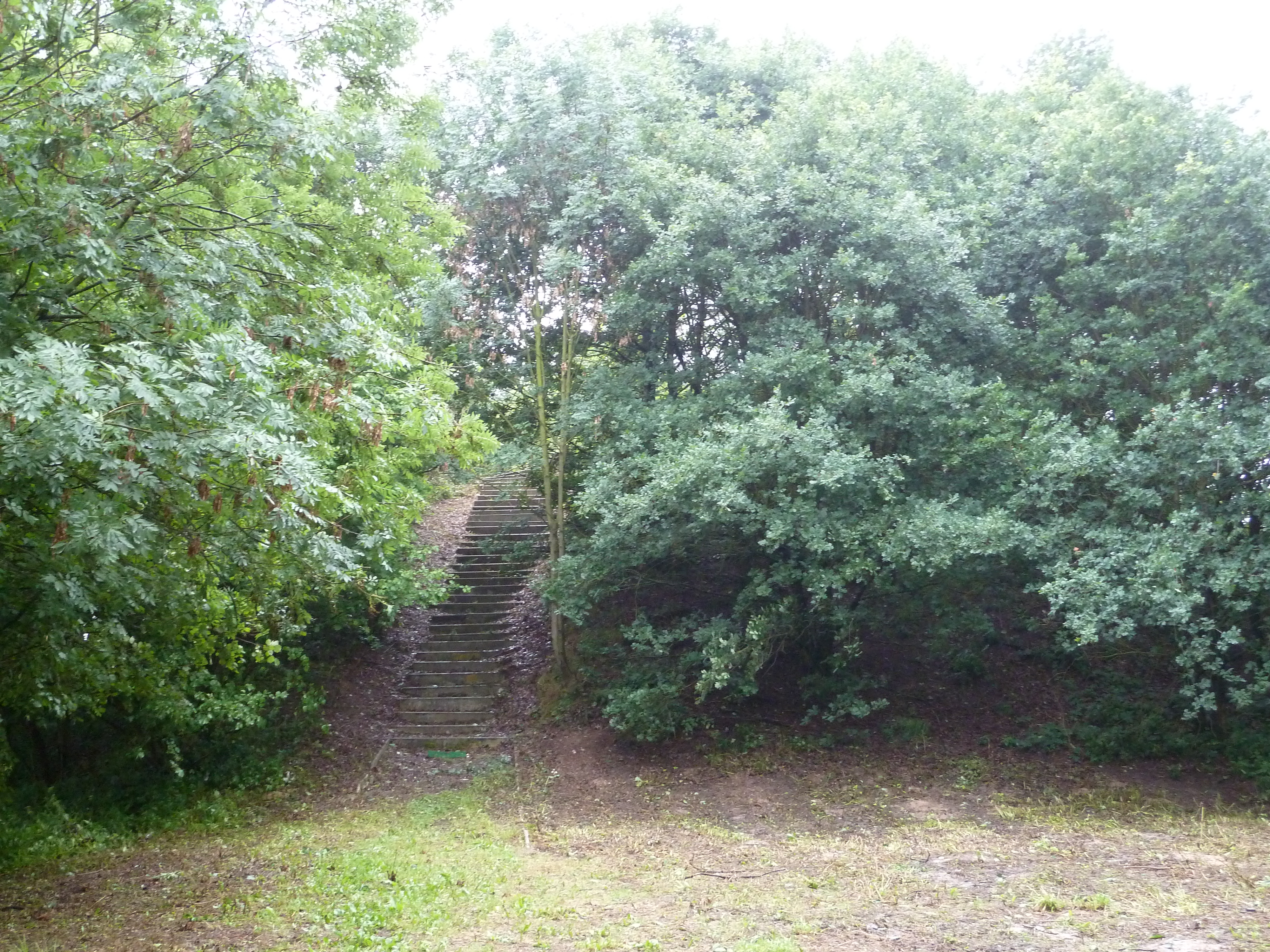
Tumulus van Yernawe

## Nabijgelegen kernen
Warfusée, Stockay, Jehay, Verlaine, Saint-Georges-sur-Meuse

Dommartin · La Mallieue · Saint-Georges-sur-Meuse · Stockay · Sur-les-Bois · Tincelle · Warfusée

Belgische gemeenten · Arrondissement Verviers · Luik · Wallonië